# Cetonia magnifica
Cetonia magnifica är en skalbaggsart som beskrevs av Ernst Ballion 1870. Cetonia magnifica ingår i släktet Cetonia och familjen Cetoniidae. Inga underarter finns listade i Catalogue of Life.